# Anna Maria Barbara Abesch

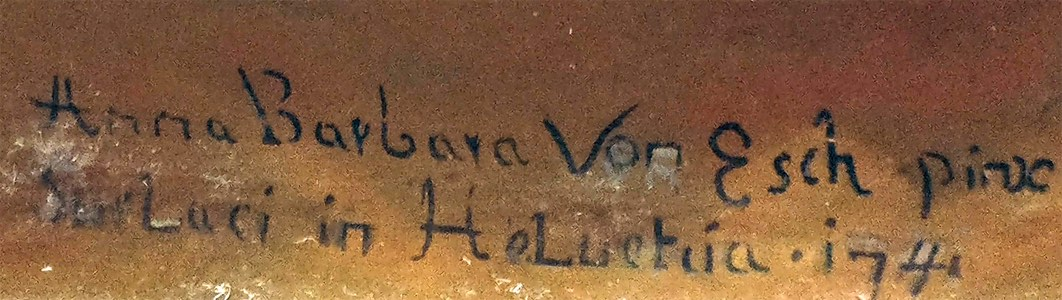
Signatur von Anna Maria Barbara Abesch

Anna Maria Barbara Abesch (* 23. März 1706 in Sursee; † 15. Februar 1773; heimatberechtigt in Sursee) war eine Schweizer Malerin aus dem Kanton Luzern.

## Leben
Anna Barbara Abesch war eine Tochter von Johann Peter Abesch. Sie arbeitete als Hinterglasmalerin in Sursee und führte diese Kunst zur Hochblüte. Sie übte einen grossen stilistischen Einfluss aus, unter anderem auf weitere Verwandte.

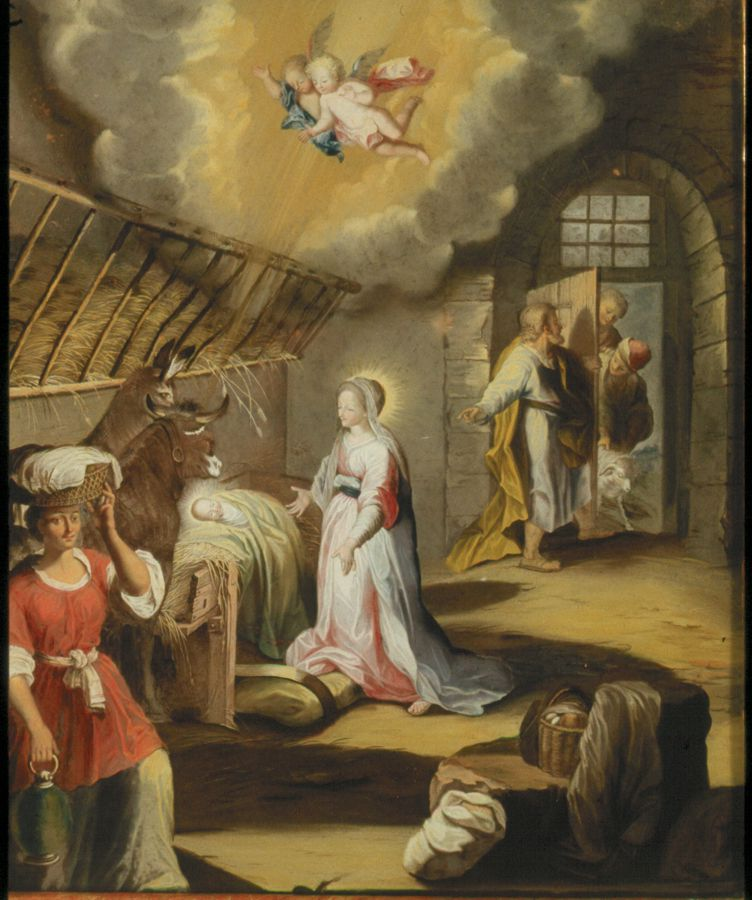
Geburt Christi nach Federico Barocci, von Anna Barbara Maria Abesch, 1744

## Werk
Es sind zirka 120 datierte, 40 undatierte und 100 ihr zugeschriebene Werke erhalten. Sie umfassen vorwiegend religiöse und mythologische Themen nach Vorlagen französischer Meister, aber auch an die 20 Porträts. Die neuere Forschung postuliert ein Surseer Atelier aufgrund der grossen Zahl von Auftragsarbeiten für Klöster, unter anderem für die Klöster Einsiedeln, Engelberg, Eschenbach, Fischingen, Muri, Seedorf, St. Urban. Gestützt wird diese These weiter durch Arbeiten für Private, unter anderem für die Familien Schnyder von Wartensee und zur Gilgen.

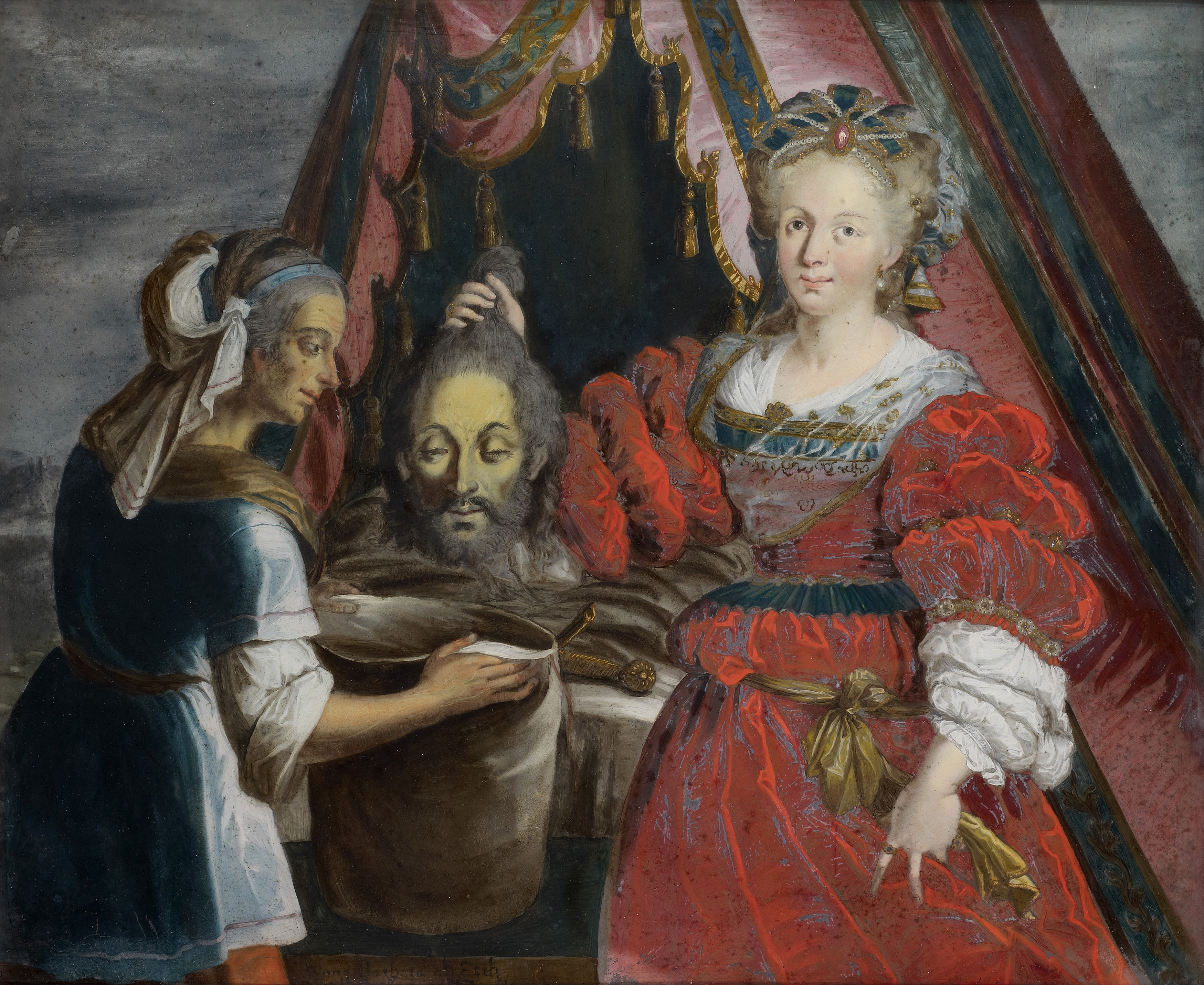
Judith mit dem Haupt von Holofernes, von Anna Barbara Maria Abesch, 1744, Kunstmuseum Basel